# Schienenbusse der Keha-Klasse

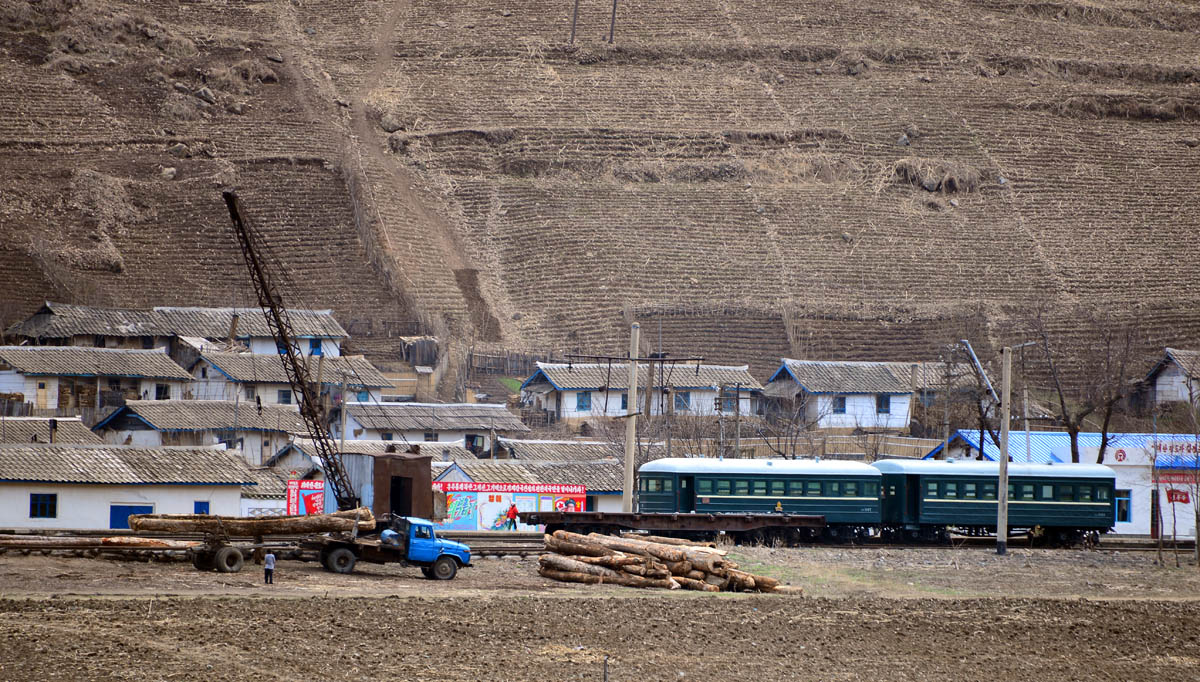
Ein Schienenbus der in Gyeongseong gebauten Keha-Klasse in Dienst in Nordkorea, 2012

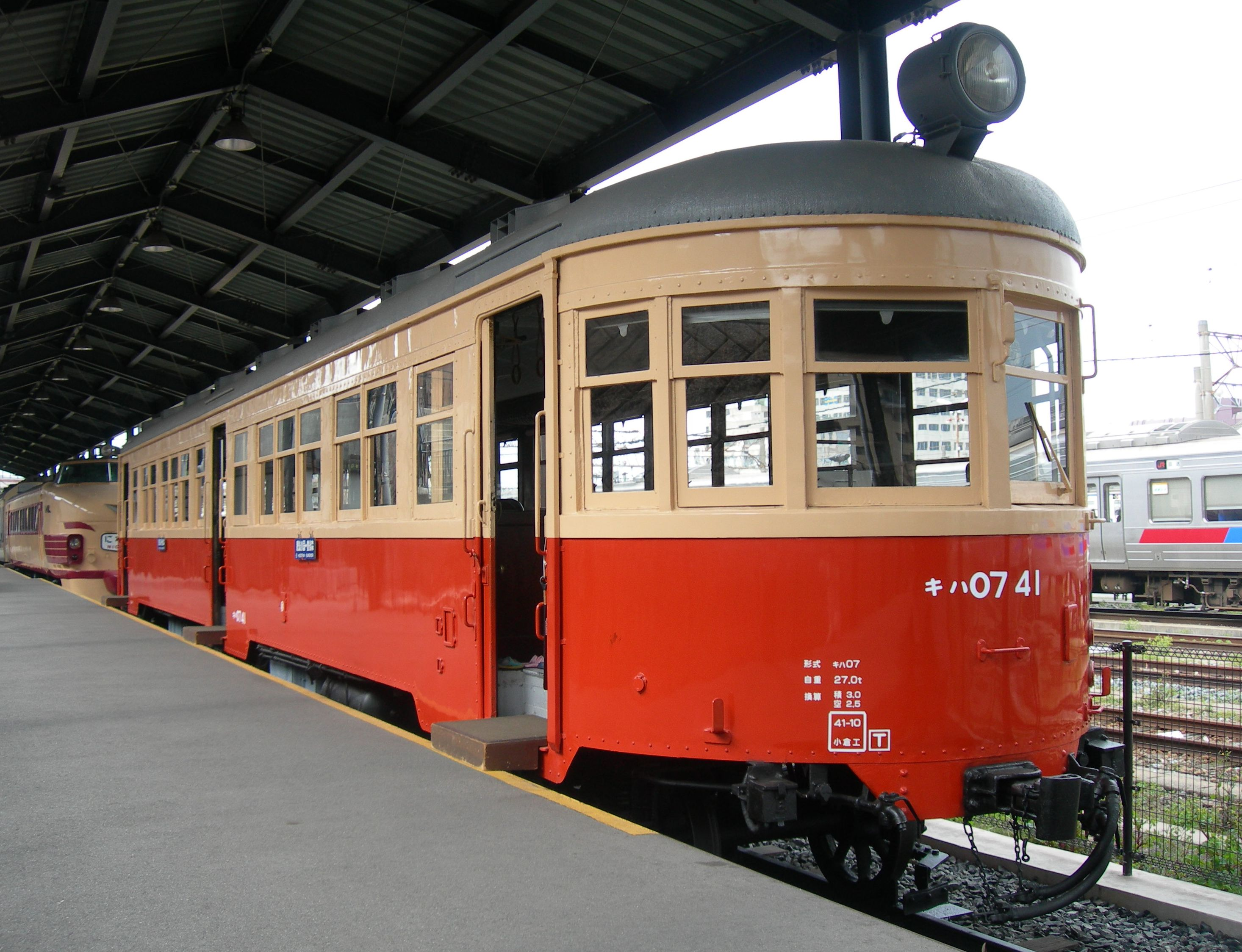
Schienenbus der JNR-Kiha07-Klasse, der sehr ähnlich wie der 1934 von Nippon Sharyo für Sentetsu gebaute Schienenbus aussieht

Die Schienenbusse der Keha-Klasse (japanisch ケハ, koreanisch 게하) waren mit Benzinmotoren angetriebene 3. Klasse Schienenbusse der Chosen Government Railway (Sentetsu). Es gab fünf verschiedene Typen dieser Klasse, die in Japan und Korea hergestellt wurden.

## Geschichte
Die ersten Benzinschienenbuse in Korea gehörten zur schmalspurigen Naheka-Klasse sowie zu den normalspurigen Klassen Keha 1 und Keha 2, die 1930 in Betrieb genommen wurden.
Die Keha1-Klasse von Maruyama Sharyō und die Keha2-Klasse von Nippon Sharyō wurden 1930 an Sentetsu ausgeliefert. Diese ansatzweise stromlinienförmigen Schienenbusse wurden von einem 107 PS (80 kW) starken Sechzsylinder-Unterflurmotor des Typs 6Rof angetrieben. Sie wogen aufgrund ihrer Leichtbau-Konstruktion 25 t. Sie waren 20 m lang und hatten eine Höchstgeschwindigkeit von 70 km/h. Sie hatten Sitze für 100 Fahrgäste. Die Innengestaltung wurde von den Reisenden positiv bewertet. Sie waren so erfolgreich, dass weitere bestellt wurden.
Nach dem Erfolg mit den ersten sechs mit Benzinmotoren angetriebenen Schienenbussen, nahm Sentetsu in den folgenden zwei Jahren weitere 21 in Betrieb. Die Gyeongseong Works lieferten 1931 elf mit den Nummern 15 bis 25 und 1931 zehn weitere mit den Nummern 26 bis 35. Diese hatten ebenfalls einen Waukesha 6RB Motor und 100 Sitzplätze, aber sie waren etwas kürzer als die ersten sechs Schienenbusse. Die Heizkörper des Fahrgastabteils wurden über Heißwasserleitungen von einem Boiler im Güterabteil beheizt. Die Schienenbusse waren sowohl mit Druckluftbremsen als auch Handbremsen ausgerüstet. Der Kompressor hatte einen Keilrippenriemen. Es gab an beiden Enden der Schienenbusse jeweils einen Führerstand. Die noch verbliebenen Schienenbusse wurde zu einem späteren Zeitpunkt mit Nummern im Bereich von 70 bis 79 umnummeriert.
1934 wurde ein einzelner von Nippon Sharyō hergestellter Schienenbus in Korea in Betrieb genommen, der sehr ähnlich wie die JNR-Kiha07-Klasse aussah. Die Gyeongseong Works bauten 1936 einen einzelnen Schienenbus mit der Nummer 1 für den Eigenbedarf. Dieser Schienenbus konnte 20 Fahrgäste transportieren und hatte einen Konferenzraum mit einem Tisch. Mechanisch waren diese Schienenbusse nahezu baugleich wie die anderen Schienenbusse, aber sie waren 4 m kürzer.
Nippon Sharyō lieferte fünf Schienenbusse für jeweils 100 Fahrgäste in einem neuen Design. Sie wurden von einem 170 PS Kawasaki KP170B 6-Zylinder-Motor angetrieben und waren für den Einsatz auf Bergstrecken bestimmt. Im Jahr 1942 wurde schließlich eine nicht genau bekannte Anzahl von vermutlich sieben Schienenbussen in einer weiteren Designvariante von Nippon Sharyō geliefert.
All diese Schienenbusse hatten jeweils nur eine Antriebsachse (Achsfolge 1A-A1). Die Schienenbusse von 1930 hatten eine 12V Lichtmaschine, die späteren hatten einen über eine der Achsen angetriebenen 24 V Stromerzeuger des von der Sentetsu standardisierten Typs  L3, 24V, 900W.
| Lieferjahr  | Hersteller              | Anzahl     | Nummern | Bemerkungen                                                                              |
| ----------- | ----------------------- | ---------- | ------- | ---------------------------------------------------------------------------------------- |
| 1930        | Nippon Sharyō, Maruyama | 6          |         | Keha1, Keha2. Anzahl der einzelnen Hersteller unbekannt                                  |
| März 1931   | Gyeongseong Works       | 2          | 15, 16  | "Standard"-Design                                                                        |
| August 1931 | Gyeongseong Works       | 9          | 17–25   | "Standard"-Design                                                                        |
| Mai 1932    | Gyeongseong Works       | 6          | 26–31   | "Standard"-Design                                                                        |
| Juli 1932   | Gyeongseong Works       | 4          | 32–35   | "Standard"-Design                                                                        |
| 1934        | Nippon Sharyō           | 1          |         | Einzelner stromlinienförmiger Schienenbus                                                |
| 1936        | Gyeongseong Works       | 1          | 1       | Kurzer Schienenbus für den Eigenbedarf                                                   |
| 1938        | Nippon Sharyō           | 5          |         | Leistungsstärkere Schienenbusse für Bergstrecken                                         |
| 1942        | Nippon Sharyō           | Ungefähr 7 |         | Der letzte Schienenbus mit Benzinantrieb, einzigartiges nicht-stromlinienförmiges Design |

Nach der Befreiung Koreas von der japanischen Herrschaft verblieben 31 der 60 Schienenbusse unterschiedlicher Antriebsvarianten (Dampftriebwagen der Shiki-Klasse, Dieselschienenbusse der Jiha-Klasse sowie schmal- und normalspurige Benzinschienenbusse) in Südkorea und die restlichen 29 in Nordkorea. Die südkoreanischen wurden schließlich von der Korean National Railroad betrieben. Um 1954 vergab die Korean National Railroad den normalspurigen Schienenbusse neue Nummern der 100er Reihe. Die Benzinschienenbusse wurden zwischen 1957 und 1963 außer Betrieb genommen und verschrottet. Sie wurden durch Korail Commuter Diesel Hydraulic Car der DC-Klasse ersetzt.
| Nummer | Hersteller        | Baujahr |
| ------ | ----------------- | ------- |
| 102    | Nippon Sharyō     | 1934    |
| 103    | Gyeongseong Works | 1931–32 |
| 106    | Gyeongseong Works | 1931–32 |